# Centerunionen (1961, Grekland)
Centerunionen, på grekiska Ένωσις Κέντρου, "Enosis Kentrou", var ett grekiskt politiskt parti som fanns mellan 1961 och 1974. Partiet var liberaldemokratiskt och grundades av Georgios Papandreou. Det vann valet 1963 och vid nyvalet 1964 vann det en jordskredsseger. Partiet manövrerades ut och Grekland styrdes av en militärjunta mellan åren 1967 och 1974. Efter militärjuntans fall bytte partiet namn till Ένωσις Κέντρου - Νέες Δυνάμεις, ungefär "Centerunionen - Nya styrkor" och 1976 övergick sedan partiet i Ένωση Δημοκρατικού Κέντρου, ungefär "Förenade demokratiska mitten".
År 1991 grundade politikern Vassilis Leventis ett parti med namnet Centerunionen som utropade sig till efterföljare till Papandreous parti.